# Bettino Ricasoli
Il barone Bettino Ricasoli, soprannominato il Barone di ferro (Ricàsoli [riˈkazoli]; Firenze, 9 marzo 1809 – San Regolo, 23 ottobre 1880), è stato un nobile e politico italiano, sindaco di Firenze e secondo presidente del Consiglio dei ministri del Regno d'Italia dopo il Conte di Cavour.

## Biografia

### Infanzia ed educazione
Bettino Ricasoli nacque il 9 marzo 1809 a Firenze, figlio del barone Luigi Ricasoli, discendente da una nobile famiglia fiorentina in via di decadimento economico, e di Elisabetta Peruzzi, appartenente all'omonima famiglia di banchieri toscani, la quale con la sua dote risollevò — parzialmente — la precaria situazione economica della famiglia Ricasoli (che vantava tra i suoi membri anche Scipione de' Ricci, figlio di Luisa Ricasoli).
Da bambino studiò al Collegio Cicognini di Prato, dove mostrò uno spiccato interesse per le scienze fisiche e naturali. Trascorse la prima infanzia con i genitori nel Castello di Brolio, presso Gaiole in Chianti in provincia di Siena, ma nel 1816 il padre Luigi morì. Più tardi, di ritorno da un viaggio di studi in giro per l'Europa con il suo precettore, durato dal 1825 al 1827 e che lo portò a Parigi e a Vienna, il giovane Bettino perse anche la madre, ereditando all'età di diciotto anni una proprietà oberata dai debiti. Dichiarato maggiorenne per decreto speciale del Granduca di Toscana, che gli assegnava anche la potestà sui fratelli più giovani, il giovane barone, divenuto nel 1834 membro dell'Accademia dei Georgofili e sposatosi con l'ereditiera Anna Bonaccorsi, interruppe gli studi e si ritirò a Brolio nel 1838, fissandovi la sua residenza. Qui, con un'attenta gestione economica, riuscì a salvare la proprietà di famiglia, rendendola produttiva in campo enologico e provvedendo alle condizioni morali e materiali dei suoi mezzadri. Spinto da un forte spirito religioso ma non clericale, con una visione di apostolato morale ed economico di cui egli stesso dava l'esempio più intransigente (per questo fu chiamato Barone di ferro), educò personalmente i propri contadini in materia di fede e religione, a volte recitando discorsi moraleggianti dai titoli biblici oppure istituendo premi ai più operosi, dedicati al patrono dei contadini, sant'Isidoro Agricola.

### Ascesa politica nel Granducato di Toscana
Ricasoli fu un uomo d'azione, molto religioso e di spirito meditativo, anche se di temperamento brusco, riservato e spigoloso: fatto che gli guadagnò un nuovo soprannome, "Orso degli Appennini". Il suo orientamento politico, almeno all'inizio, fu condizionato dai pensieri e dagli scritti di Cesare Balbo e di Massimo d'Azeglio. Oltre a questo, era amico personale dei maggiori esponenti liberali moderati toscani, come Gino Capponi e Raffaello Lambruschini, un religioso simpatizzante delle teorie del giansenismo.
Seguendo la sua indole religiosa, Ricasoli non aderì al movimento del neoguelfismo propugnato da Vincenzo Gioberti, il pensatore patriottico più ascoltato di quel momento, perché considerava il progetto neoguelfo (una Confederazione italiana sotto guida papale) molto irrealistico, giungendo anzi alla conclusione che il papato avrebbe dovuto riformarsi poiché, "priva della religione, la società italiana non aveva basi". La discesa in campo politico per il nobile toscano avvenne nel febbraio del 1846, quando inviò un coraggioso memoriale al granduca Leopoldo II per incitarlo a promulgare le riforme richieste dagli ambienti liberali, ricordando al contempo il ruolo riformatore che avrebbe dovuto investire il clero toscano, per meglio svolgere il suo ruolo di apostolato.
Nel 1847, Ricasoli fondò il giornale La Patria, il cui programma mirava a definire la "costituzione della nazionalità italiana". Nell'ottobre dello stesso anno fu incaricato di mediare tra Toscana e Modena in un conflitto scoppiato a causa dell'annessione del territorio di Lucca alla Toscana, recandosi alla corte del Re di Sardegna Carlo Alberto di Savoia a Torino per convincerlo a fare da mediatore tra le parti in causa. Questo fatto lo convinse che era necessario gettare le basi per una nuova politica italiana, oltre che a stimare lo Stato piemontese e il suo monarca per il ruolo che avrebbero potuto avere nel processo di unificazione nazionale. Nel 1848, dopo la concessione della Costituzione da parte del governo granducale, Ricasoli venne eletto gonfaloniere (ossia sindaco) di Firenze, dimostrandosi un fervente sostenitore dell'intervento armato a fianco dei piemontesi nella Prima Guerra d'Indipendenza. Dimessosi dopo la presa del potere in Toscana dei democratici radicali Giuseppe Montanelli e Francesco Domenico Guerrazzi, i quali avevano costretto il granduca Leopoldo II a fuggire e trovare riparo a Gaeta e avevano proclamato la Repubblica, Ricasoli fu persuaso dagli eccessi e dalla demagogia dei due politici a far parte di coloro che chiesero, dopo la conclusione della guerra e la restaurazione del predominio austriaco nel Nord Italia nel 1849, il ritorno del Granduca. Profondamente deluso dal nuovo atteggiamento anti-liberale di Leopoldo e del sostegno dell'esercito austriaco per la riconquista del trono, il barone preferì emigrare con la famiglia in Svizzera, da dove tornò solo nel 1851, per ritirarsi nuovamente a Brolio senza neanche passare da Firenze, per evitare di vedervi le truppe austriache acquartierate.
Dopo la morte della moglie, Ricasoli continuò nella gestione della sua tenuta e della bonifica di una sua proprietà in Maremma, a Barbanella, dove fu il primo, tra i grandi proprietari terrieri, a introdurre macchine agricole per la coltivazione dei campi.
Forte nella sua missione, a dispetto dei disastri del 1849 avvenuti in Italia, Ricasoli poneva molta fiducia nel Piemonte come "Stato" capace di coagularne politicamente altri, tra cui la Toscana, in un'unica e futura nazione italiana. Rimase tuttavia fuori dal contesto politico fino al 1856, quando si avvicinò sempre più alle posizioni liberali di Cavour, primo ministro del Regno di Sardegna, simpatizzando per la creazione, quello stesso anno, della Società Nazionale, che raggruppava tutti i patrioti italiani di diverse estrazioni ideologiche attorno al programma dell'unità nazionale italiana attorno allo stemma dei Savoia. A ciò si aggiunse la personale stima tra i due uomini politici italiani, entrambi di indirizzo conservatore, sebbene Ricasoli detestasse le manovre occulte e la diplomazia segreta, punto cardine della politica estera piemontese di quegli anni.

### Governi nel Regno d'Italia

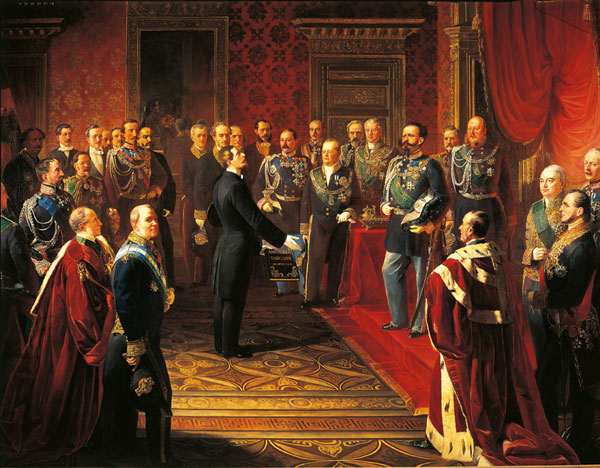
Bettino Ricasoli presenta il plebiscito di annessione della Toscana all'Italia di Vittorio Emanuele II di Savoia

La stima di Cavour per il Barone toscano non tardò ad arrivare. Il 27 aprile 1859, dopo la definitiva partenza di Leopoldo da Firenze e la nomina del Governo Provvisorio Toscano con Carlo Bon Compagni di Mombello in qualità di commissario regio, Ricasoli vi entrò come ministro dell'interno, per poi assumere, dopo l'armistizio di Villafranca, il potere centrale con il rango di prodittatore. In tal veste organizzò il plebiscito dell'11 e 12 marzo 1860 che sanciva l'unione della Toscana al Regno di Sardegna, con 366.571 voti favorevoli e 14.925 contrari, portandone personalmente i risultati al re Vittorio Emanuele II a Torino. Ricasoli fu poi nominato dal governo piemontese governatore provvisorio della Toscana, spesso scontrandosi con la politica governativa ufficiale, volta a mantenere gli equilibri internazionali per riprendere il processo unitario per via diplomatica. Infatti il governatore toscano diede ospitalità a Giuseppe Mazzini, su cui pendeva ancora la condanna a morte per la tentata sollevazione di Genova del 1857, inviò armi a Viterbo e nelle Marche per fomentarvi la rivolta contro Pio IX e, dopo l'ingresso di Garibaldi a Napoli nel settembre del 1860, scrisse una lettera imperiosa a Cavour e al governo per chiedere di mobilitare l'esercito per affiancare i volontari garibaldini. Sempre nel 1859 Ricasoli ebbe un ruolo determinante nella fondazione del nuovo giornale La Nazione, il quale poneva la tematica nazionale al centro del proprio interesse fin dal titolo.
Dopo essere stato eletto deputato nel gennaio 1861 e aver votato a favore della legge che proclamava, il 17 marzo 1861, la nascita del nuovo Regno d'Italia, Ricasoli successe, il 12 giugno dello stesso anno, a Cavour, morto sei giorni prima, nella carica di Presidente del Consiglio dei ministri. Fu il primo non piemontese a ricoprire questa carica. Dopo aver formato un governo in cui assunse, oltre la presidenza, anche i dicasteri della Guerra e degli Esteri, improntò la sua attività di governo ad una forte spinta unitaria nella gestione amministrativa dello Stato e nel tentativo di risolvere diplomaticamente la Questione romana con la Santa Sede e la Francia.
I problemi per il neonato Stato erano infatti enormi sia in politica interna che estera: a parte l'Inghilterra, nessuna potenza europea aveva riconosciuto il nuovo Regno, Roma e il Veneto mancavano ancora all'unità nazionale, mentre all'interno bisognava procedere all'assimilazione economica, culturale e amministrativa delle diverse regioni attraverso l'unificazione dei sistemi amministrativi, giuridici, scolastici ed economici. Oltre a questo, nel Mezzogiorno imperversava con virulenza il brigantaggio, fomentato dal papa e dai Borbone in esilio a Roma per destabilizzare il Regno d'Italia e cercare di riprendere possesso della corona napoletana. Ricasoli affrontò tutto con estrema autorevolezza e decisione: il 15 luglio 1861 affidò i pieni poteri al generale Enrico Cialdini per stroncare nel Mezzogiorno il brigantaggio, da lui visto come un fenomeno di delinquenza comune senza capire i reali problemi della realtà meridionale; il 9 ottobre i decreti del suo gabinetto estesero a tutta Italia gli ordinamenti dello Stato sabaudo, tra cui la suddivisione in provincie e comuni, nell'ottica di una visione di compagine statale centralizzata che il primo ministro sosteneva a discapito del progetto regionalistico proposto da Marco Minghetti, mentre in campo finanziario venne istituito, per iniziativa del ministro delle Finanze Pietro Bastogi, il Gran Libro del Debito pubblico, che unificava tutti i debiti pubblici degli Stati preunitari, oltre all'imposizione di nuove tasse per risanare il deficit statale creatosi all'indomani dell'unificazione. Inoltre ammise gran parte dei volontari Garibaldini nell'esercito regolare e revocò l'esilio a Mazzini.
In politica estera, il Presidente del Consiglio italiano ottenne, il 15 giugno 1861, il riconoscimento diplomatico della Francia e tentò invano la riconciliazione con la Santa Sede, riprendendo le trattative con Napoleone III già iniziate da Cavour per il ritiro della guarnigione francese da Roma e la sua annessione al Regno d'Italia. Infatti il 10 settembre Ricasoli inviò a Parigi un progetto di riconciliazione con il papa, che prevedeva l'annessione di Roma all'Italia in cambio della sovranità personale di Pio IX sulla capitale, una donazione annua per il Vaticano e l'autonomia papale per la nomina dei vescovi. Il governo francese però rifiutò la proposta, e allora Ricasoli cercò di trattare direttamente con il pontefice, aggiungendovi di suo, però, un più rigido statalismo e una certa vena di riformismo, come la richiesta alle gerarchie ecclesiastiche di riconciliare la Chiesa con la società civile. La mancanza di tatto e diplomazia di Ricasoli però diede spazio alle manovre personali del re Vittorio Emanuele II, che anteponeva le ambizioni per il Veneto a Roma e progettava sbarchi in Dalmazia con lo scopo di destabilizzare l'Impero absburgico, progetto avallato dallo stesso imperatore francese, lieto di indirizzare altrove le iniziative della politica estera italiana.
Sprezzante degli intrighi del suo rivale Rattazzi, poco malleabile alle intromissioni della corte nella politica estera e incapace di dominare una maggioranza parlamentare in cui emergevano gruppi orientati da rivalità regionali, Ricasoli, dopo che il 28 febbraio 1862 aveva inviato al sovrano, che lo accusava di essere troppo attendista, un'aspra lettera di congedo, si trovò obbligato alle dimissioni il 3 marzo successivo.
Dopo un periodo di ritiro a Brolio (dove, fra l'altro, nel 1863 accolse lo stesso Vittorio Emanuele II) e la morte dell'unica figlia Bettina, Ricasoli ritornò al potere il 20 giugno 1866, sostituendo il generale La Marmora, che assunse il comando dell'esercito italiano durante la Terza Guerra d'Indipendenza, conservando l'incarico fino al 10 aprile 1867. Del suo secondo incarico sono da ricordare il rifiuto dell'offerta di Napoleone III di cedere Venezia all'Italia in cambio dello scioglimento dell'alleanza dell'Italia con la Prussia e il rifiuto nell'accettare la decorazione prussiana dell'Aquila nera perché questa non era stata anche offerta a La Marmora, autore dell'alleanza stessa.
Inoltre, mentre era al governo, nel settembre del 1866 scoppiò a Palermo una sollevazione popolare, nota come Rivolta del sette e mezzo, durata dal 16 al 22 settembre, organizzata da forze sovversive eterogenee anti-unitarie (filoborbonici, clericali ed ex-garibaldini), che per una settimana presero il controllo del capoluogo siciliano. Ricasoli allora fece intervenire la Regia Marina, che cannoneggiò la città dal mare, e inviò in Sicilia un corpo di spedizione di 50.000 uomini al comando del generale Raffaele Cadorna in qualità di regio commissario, il quale attuò una feroce repressione che provocò almeno 1.000 tra morti e giustiziati. Poi, risolta la situazione interna, Ricasoli ancora la riconciliazione con lo Stato Pontificio. Infatti, alla partenza dei francesi da Roma verso la fine del 1866, propose al papa una convenzione in virtù della quale il Regno d'Italia avrebbe restituito alla Chiesa le proprietà degli ordini religiosi soppressi, in cambio del graduale pagamento di 24 milioni di lire. Per avvicinare la Santa Sede il capo del governo concesse l'exequatur a quarantacinque vescovi contrari al regime italiano. Il Vaticano accettò questa proposta ma la Camera dei deputati si trovò refrattaria e, sebbene Ricasoli la facesse sciogliere dal re in marzo, la successiva, complice anche l'avanzata della Sinistra, fu ancora più ostile all'accordo.

### Ultimi anni e morte

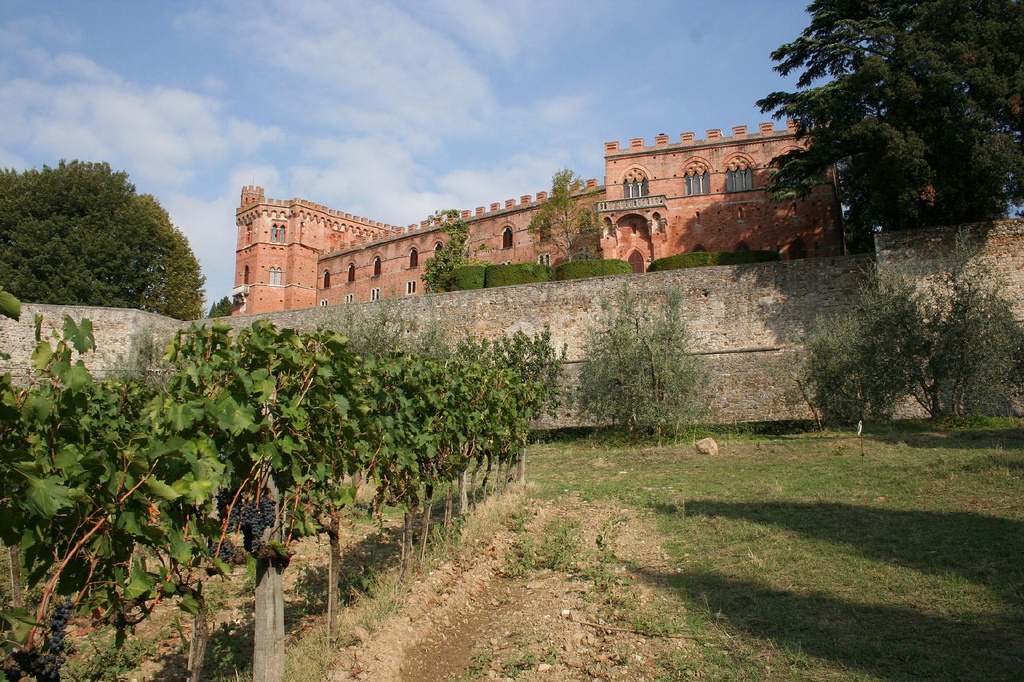
Il castello di Brolio, Gaiole in Chianti

A questo punto, preso atto del risultato elettorale, il 10 aprile Ricasoli si dimise allontanandosi dalla vita politica, e facendo sporadici discorsi alla Camera: il suo ultimo intervento più importante avvenne nel 1871, quando, all'indomani dell'annessione di Roma all'Italia, si dichiarò a favore della Legge delle Guarentigie, che accordava speciali privilegi temporali e religiosi al pontefice per ripagarlo della perdita del potere temporale. Ricasoli comunque continuò ad essere considerato un membro influente nella destra storica denominata dagli avversari "consorteria".
L'unica carica politica che mantenne fu quella di sindaco di Gaiole in Chianti.

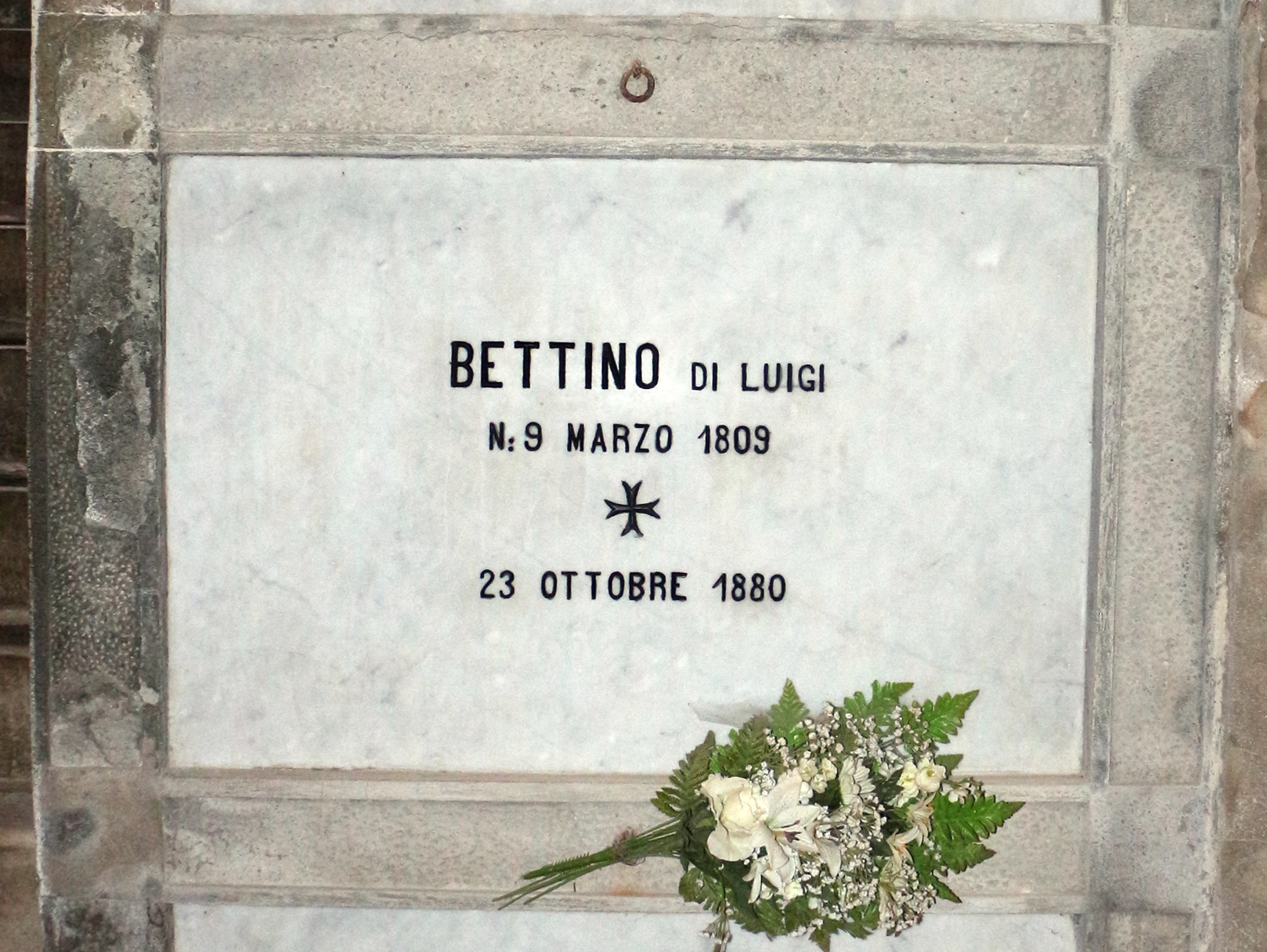
La tomba, nella cappella del castello di Brolio

Morì infine nell'amato castello di Brolio il 23 ottobre 1880, a 71 anni e qui vi fu sepolto, nella cripta della cappella di San Jacopo.

## Ricasoli uomo d'affari
Oltre che uomo politico, fu abile agricoltore. Membro dell'Accademia dei Georgofili, fu un innovatore della vitivinicoltura toscana. Come spiega Michele Taddei nel libro Siamo onesti! Il barone che volle l'unità d'Italia si deve a Ricasoli la formula del Chianti. Nel romanzo di Taddei si legge:

## Massoneria
Massone, Ricasoli partecipò nel 1863 e nel marzo del 1865 alla Costituente massonica che si svolse a Firenze nella sede della Loggia "Concordia"

## Leggenda del fantasma
Una leggenda locale vuole che nelle notti di luna piena, nelle campagne attorno al castello di Brolio, si aggiri ancora il fantasma del barone Ricasoli, a cavallo e avvolto in un mantello nero, con una muta di cani da caccia al seguito. Tale vicenda è talmente nota che, nel 1964, le fu dedicata una copertina de La Domenica del Corriere da parte del pittore Walter Molino. Anni più tardi, lo scrittore Alessandro Orlandini ne trattò ampiamente in una pubblicazione appositamente dedicata.

## Stemma
| Immagine | Stemma |
| -------- | --- |
| \| \|    | Bettino Ricasoli Barone, Cavaliere dell'Ordine Supremo della Santissima Annunziata Palato di rosso e d'oro, fasciato d'azzurro di 3 pezzi attraversanti, al capo d'oro caricato d'un castello ed una torre. Dietro allo scudo sono presenti le insegne della Santissima Annunziata. Motto: CUM BONIS BONUS, CUM PERVERSIS PERVERSUS |
|          | |